# Paris (comté de Grant, Wisconsin)
Pour les articles homonymes, voir Paris (homonymie).
Paris est une ville des États-Unis du comté de Grant dans le Wisconsin. Elle comptait 655 habitants en 2020 pour une superficie de 92,0 km².

## Géographie
La ville de Paris est située dans le sud-ouest du Wisconsin au sud du comté de Grant et entoure la ville de Dickeyville (Wisconsin), sans en faire partie. La rivière Platte traverse la ville au nord-ouest et se jette dans le Mississippi juste au-delà de la frontière ouest de la ville  qui forme la frontière avec l'Iowa . La frontière de l'Illinois est à environ 15 km au sud.

## Démographie
Selon le recensement de 2010 , il y avait 702 personnes résidant à Paris. La densité de population était de 7,64 habitants/km². Sur les 702 habitants, Paris était composée de 97,72 % de Blancs, 0,14 % d'Afro-Américains, 0,43 % d'Amérindiens, 1,57 % d'Asiatiques et 1,14% étaient hispaniques ou latinos,.